# Clamor
Clamor (с лат. шум, крик) — демо-запис швейцарського гурту Lacrimosa, що на той час (1990 р.) складався лише з його засновника Тіло Вольфа. Він є єдиним автором текстів та музики на цьому запису. Також він зіграв на усіх музичних інструментах. Цей демо-альбом є першим записом, який Тіло Вольф здійснив під назвою Lacrimosa. Він вийшов на компакт касеті тиражем в 100 примірників. Надалі обидва треки були допрацьовані та увійшли в перший повноформатний альбом Angst. Оригінальні демо цих треків були видані в 2010 році у збірнику Schattenspiel, який був присвячений двадцятиріччю гурту.

## Список композицій
| #  | Назва          | Автор      | Тривалість |
| -- | -------------- | ---------- | ---------- |
| 1. | «Seele in Not» | Тіло Вольф | 5:54       |
| 2. | «Requiem»      | Тіло Вольф | 6:54       |